# Hrabstwo Saline (Illinois)
Hrabstwo Saline – hrabstwo w USA, w stanie Illinois, z liczbą ludności wynoszącą 26 733, według spisu z 2000 roku. Siedzibą administracji hrabstwa jest Harrisburg.

## Geografia
Według spisu hrabstwo zajmuje powierzchnię 1002 km², z czego  993 km² stanowią lądy, a 10 km² (0,95%) wody.
Hrabstwo Saline jest siedzibą najmniejszego urzędu pocztowego i największego fast foodu KFC.
hrabstwo ma trzy duże miasta Eldorado, Harrisburg i Carrier Mills, połączone z sobą drogą krajową 45 (U.S. Route 45), a wcześniej nieistniejącą już drogą kolejową Cairo & Vincennes/New York Central biegnąca z północy na południe.

### Miasta
- Eldorado
- Harrisburg

### Wioski
- Carrier Mills
- Galatia
- Muddy
- Raleigh
- Stonefort

### Sąsiednie hrabstwa
- Hrabstwo Hamilton – północ
- Hrabstwo White – północny wschód
- Hrabstwo Gallatin – wschód
- Hrabstwo Hardin – południowy wschód
- Hrabstwo Pope – południe
- Hrabstwo Johnson – południowy zachód
- Hrabstwo Williamson – zachód
- Hrabstwo Franklin – północny zachód

Stan Illinois na mapie USA

## Historia
Hrabstwo Monroe powstało w 1847 roku z terenów hrabstwa: Gallatian. Swoją nazwę obrało od rzeki Saline i produkcji soli w pierwszych latach historii hrabstwa Gallatian.

## Demografia
Według spisu z 2000 roku hrabstwo zamieszkuje 26 733 osób, które tworzą 10 992 gospodarstw domowych oraz 7232 rodzin. Gęstość zaludnienia wynosi 27 osób/km². Na terenie hrabstwa jest 12 360 budynków mieszkalnych o częstości występowania wynoszącej 12 budynków/km². Hrabstwo zamieszkuje 94,14% ludności białej, 4,06% ludności czarnej, 0,29% rdzennych mieszkańców Ameryki, 0,20% Azjatów, 0,01% mieszkańców Pacyfiku, 0,34% ludności innej rasy oraz 0,95% ludności wywodzącej się z dwóch lub więcej ras, 0,97% ludności to Hiszpanie, Latynosi lub inni.
W hrabstwie znajduje się 10 992 gospodarstw domowych, w których 28,90% stanowią dzieci poniżej 18. roku życia mieszkający z rodzicami, 51,90% małżeństwa mieszkające wspólnie, 10,20% stanowią samotne matki oraz 34,20% to osoby nie posiadające rodziny. 31,30% wszystkich gospodarstw domowych składa się z jednej osoby oraz 16,00% żyje samotnie i ma powyżej 65. roku życia. Średnia wielkość gospodarstwa domowego wynosi 2,32 osoby, a rodziny 2,90 osoby.
Przedział wiekowy populacji hrabstwa kształtuje się następująco: 24,00% osób poniżej 18. roku życia, 8,20% pomiędzy 18. a 24. rokiem życia, 25,10% pomiędzy 25. a 44. rokiem życia, 23,70% pomiędzy 45. a 64. rokiem życia oraz 19,00% osób powyżej 65. roku życia. Średni wiek populacji wynosi 40 lat. Na każde 100 kobiet przypada 92,80 mężczyzn. Na każde 100 kobiet powyżej 18. roku życia przypada 86,50 mężczyzn.
Średni dochód dla gospodarstwa domowego wynosi 28 768 USD, a dla rodziny 37 295 dolarów. Mężczyźni osiągają średni dochód w wysokości 31 131 dolarów, a kobiety 19 276 dolarów. Średni dochód na osobę w hrabstwie wynosi 15 590 dolarów. Około 10,40% rodzin oraz 14,20% ludności żyje poniżej minimum socjalnego, z tego 18,80% poniżej 18. roku życia oraz 11,60% powyżej 65. roku życia.